# Townrow Peak
Townrow Peak är en bergstopp i Antarktis. Den ligger i Östantarktis. Australien gör anspråk på området. Toppen på Townrow Peak är 1 796 meter över havet.
Terrängen runt Townrow Peak är kuperad söderut, men norrut är den platt. Trakten är glest befolkad. Närmaste befolkade plats är Odell Glacier Station, 10,0 kilometer öster om Townrow Peak.